# Hans Dittmar
Hans Erik Dittmar (14 de noviembre de 1902-20 de junio de 1967) fue un deportista finlandés que compitió en vela en la clase monotipo olímpico. Participó en dos Juegos Olímpicos de Verano en los años 1924 y 1952, obteniendo una medalla de bronce en París 1924 en la clase monotipo olímpico.

## Palmarés internacional
| Juegos Olímpicos | Juegos Olímpicos | Juegos Olímpicos  | Juegos Olímpicos  |
| Año              | Lugar            | Medalla           | Clase             |
| ---------------- | ---------------- | ----------------- | ----------------- |
| 1924             | París (Francia)  | Medalla de bronce | Monotipo olímpico |